# Campionat Europeu de Salts de 2015
El IV Campionat Europeu de Salts se celebrà a Rostock, Alemanya entre el 9 i el 15 de juny de 2015 sota l'organització de la LEN i la federació alemanya de natació. El guanyador de cada prova coneguirà una plaça pel seu país per les olimpiades de Rio 2016, a excepció de les displines d'un metre, ja que no són olímpiques.

## Resultats

### Homes
| Event                                | Or                                                  | Plata                                                  | Bronze                                                  |
| 1 m trampolí detalls                 | Matthieu Rosset · França · 433.8                    | Evgenii Novoselov · Rússia · 396.05                    | Oleg Kolodiy · Ucraïna · 391.10                         |
| 3 m trampolí detalls                 | Matthieu Rosset · França · 476.70                   | Yevgueni Kuznetsov · Rússia · 467.60                   | Ilia Zajarov · Rússia · 451.85                          |
| 10 m plataforma detalls              | Martin Wolfram · Alemanya · 575.30                  | Viktor Minibayev · Rússia · 541.70                     | Vadzim Kaptur · Belarús · 491.55                        |
| 3 m trampolí sincronitzat detalls    | Ilia Zajarov · Yevgueni Kuznetsov · Rússia · 462.96 | Ilia Kvasha · Olexandr Horshkovozov · Ucraïna · 430.89 | Patrick Hausding · Stephan Feck · Alemanya · 419.73     |
| 10 m plataforma sincronitzat detalls | Patrick Hausding · Sascha Klein · Alemanya · 458,10 | Roman Izmailov · Viktor Minibayev · Rússia · 435,84    | Maxym Dolgov · Olexandr Horshkovozov · Ucraïna · 430,26 |

### Dones
| Event                                | Or                                                         | Plata                                              | Bronze                                               |
| 1 m trampolí detalls                 | Tania Cagnotto · Itàlia · 291.20                           | Nadezhda Bazhina · Rússia · 279.40                 | Olena Fedorova · Ucraïna · 275.40                    |
| 3 m trampolí detalls                 | Tania Cagnotto · Itàlia · 350,20                           | Kristina Ilinyj · Rússia · 334,15                  | Tina Punzel · Alemanya · 330,90                      |
| 10 m plataforma detalls              | Iuliia Prokopchuck · Ucraïna · 327.5                       | Laura Marino · França · 323.6                      | Noemi Batki · Ucraïna · 323.3                        |
| 3 m trampolí sincronitzat detalls    | Tania Cagnotto · Francesca Dallapé · Itàlia · 313.08       | Tina Punzel · Nora Subschinski · Alemanya · 302.70 | Nadezhda Bazhina · Kristina Ilinyj · Rússia · 298.50 |
| 10 m plataforma sincronitzat detalls | Yuliya Timoshinina · Yekaterina Petujova · Rússia · 319.20 | Georgia Ward · Robyn Birch · Regne Unit · 310.74   | Villő Kormos · Zsófia Reisinger · Hongria · 291.72   |

### Mixt
| Event              | Or                                                  | Plata                                              | Bronze                                              |
| Per equips detalls | Nadezhda Bazhina · Victor Minibaev · Rússia · 406.5 | Maria Kurjo · Patrick Hausding · Alemanya · 399.15 | Iuliia Prokopchuck · Illya Kvasha · Ucraïna · 383.5 |